# Wiewiórki (plemię ssaków)
Wiewiórki, wiewiórki drzewne (Sciurini) – plemię ssaków z podrodziny wiewiórek (Sciurinae) w obrębie rodziny wiewiórkowatych (Sciuridae).

## Zasięg występowania
Plemię obejmuje gatunki występujące w Eurazji i Ameryce.

## Systematyka

### Podział systematyczny
Do plemienia należą następujące występujące współcześnie rodzaje:
- Tamiasciurus Trouessart, 1880 – sosnowiórka
- Sciurus Linnaeus, 1758 – wiewiórka
- Microsciurus J.A. Allen, 1895 – wiewióreczka
- Syntheosciurus Bangs, 1902 – graniówka – jedynym przedstawicielem jest Syntheosciurus brochus Bangs, 1902 – graniówka górska
- Rheithrosciurus J.E. Gray, 1867 – kistkowiec – jedynym przedstawicielem jest Rheithrosciurus macrotis (J.E. Gray, 1857) – kistkowiec frędzlouchy

Opisano również rodzaje wymarłe:
- Douglassciurus Emry & Korth, 2001[24]
- Freudenthalia Cuenca-Bescós, 1988[25]
- Miosciurus C.C. Black, 1963[26]
- Protosciurus C.C. Black, 1963[27]